# Al-Ramadi (distrikt)
al-Ramadi är ett distrikt i Irak.   Det ligger i provinsen al-Anbar, i den centrala delen av landet, 100 km väster om huvudstaden Bagdad. Huvudort är staden med samma namn.